# Geschichte der Juden in Tschechien

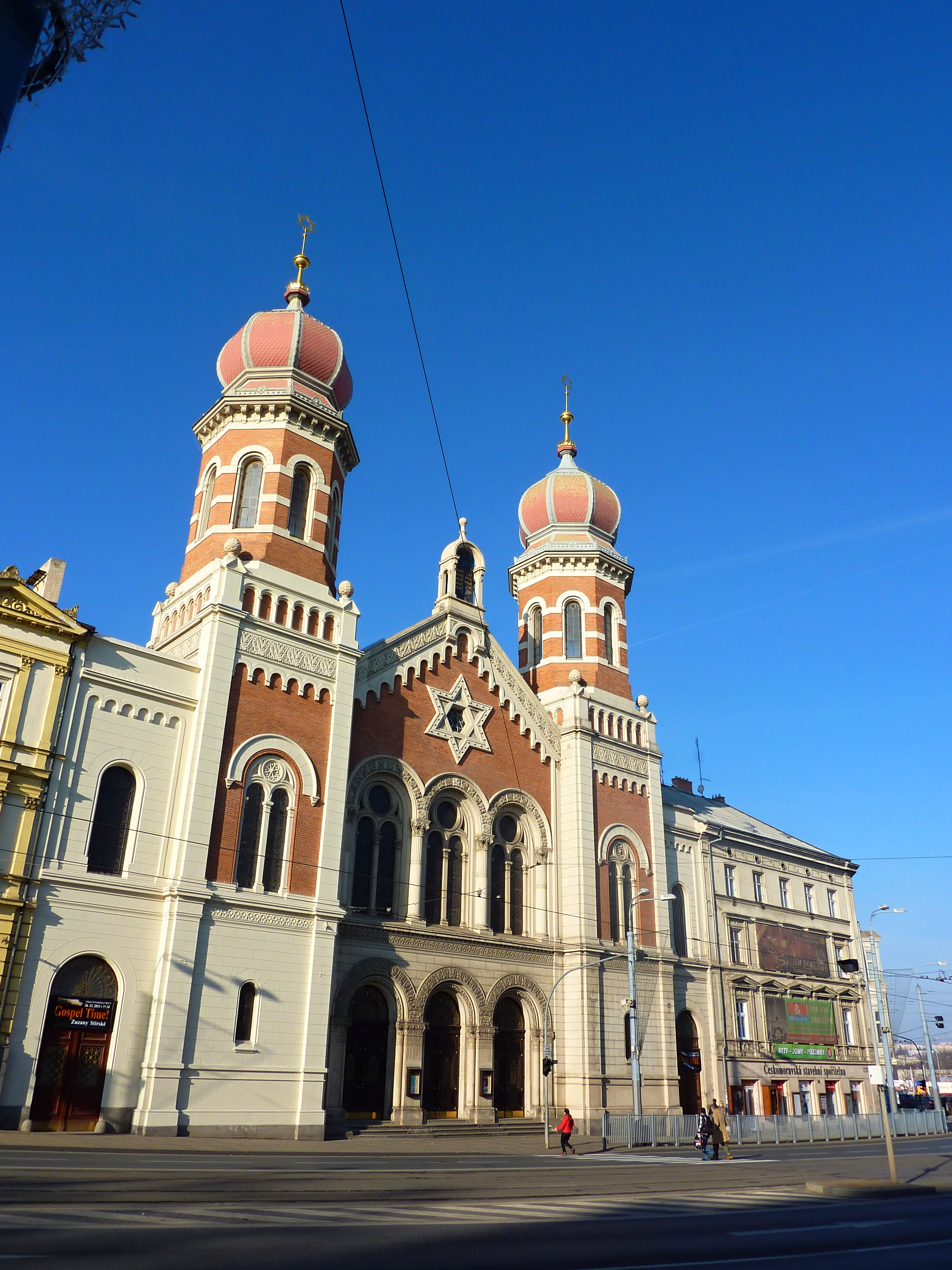
Die Große Synagoge in Pilsen

Die Geschichte der Juden in Tschechien (einschl. der historischen Länder Böhmen, Mähren und Österreichisch-Schlesien) begann etwa im 10. Jahrhundert. Die bedeutendste Gemeinde war von Beginn an in Prag, jüdische Gemeinden bildeten sich aber in vielen Städten und Dörfern, wovon bis heute zahlreiche ehemalige Synagogen, jüdische Friedhöfe und andere Baudenkmäler in Tschechien zeugen. Im Lauf der Jahrhunderte erlebte die jüdische Minderheit in den böhmischen Ländern Zeiten der Prosperität und der Verfolgung, bis sie im 19. Jahrhundert volle Gleichberechtigung erlangte. Ein Großteil der jüdischen Bevölkerung wurde während der deutschen Besatzung von 1939 bis 1945 im Holocaust ermordet. Heute leben nur noch etwa knapp 4000 Juden in Tschechien.

## Mittelalter

### Erste jüdische Ansiedelungen
Jüdische Kaufleute sind in Böhmen um die Mitte des 10. Jahrhunderts belegt. Es handelte sich vor allem um Sklavenhändler. Der spanische Jude Ibrahim ibn Jaqub besuchte nach 960 mehrmals Böhmen und beschrieb in seinen Reiseberichten die Städte und den Handel. Neuere Fachliteratur sieht den Sklavenhandel neben der Kriegsbeute als eine der wichtigsten Einkommensquellen der böhmischen Fürsten. Bis in die Mitte des 10. Jahrhunderts wurden Menschen vor allem aus den böhmischen Expansionsgebieten in Kleinpolen mittels jüdischer Kaufleute an arabische Märkte geliefert.
Eine jüdische Ansiedlung in Böhmen wird erstmals zum Jahr 1091 in Prag in der Chronica Boemorum erwähnt. Cosmas von Prag beschreibt in diesem Werk die Juden als sehr wohlhabend. Sie waren in der Prager Vorburg und in der Vyšehrad-Straße angesiedelt (in suburbio Pragensi et vico Wissegradensi), es sind also im Prager Becken mindestens zwei jüdische Siedlungen anzunehmen. 1098 wanderte ein Teil der jüdischen Bevölkerung nach Polen und Ungarn aus. Der Fürst, welcher die Juden als sein Eigentum betrachtete, ließ diese von seinen Leuten berauben. Josef Žemlička bezeichnet diesen Vorfall als erstes staatlich organisiertes Pogrom in Böhmen. Die jüdischen Kaufleute hatten bis in das 11. Jahrhundert eine starke Handelsposition in Böhmen, danach wurden sie allmählich durch deutsche Kaufleute verdrängt. Rund 200 Jahre nach der Christianisierung Tschechiens entwickelte sich Antijudaismus. Zu Beginn des 12. Jahrhunderts wurden die Juden verfolgt und der Zwangstaufe unterworfen.

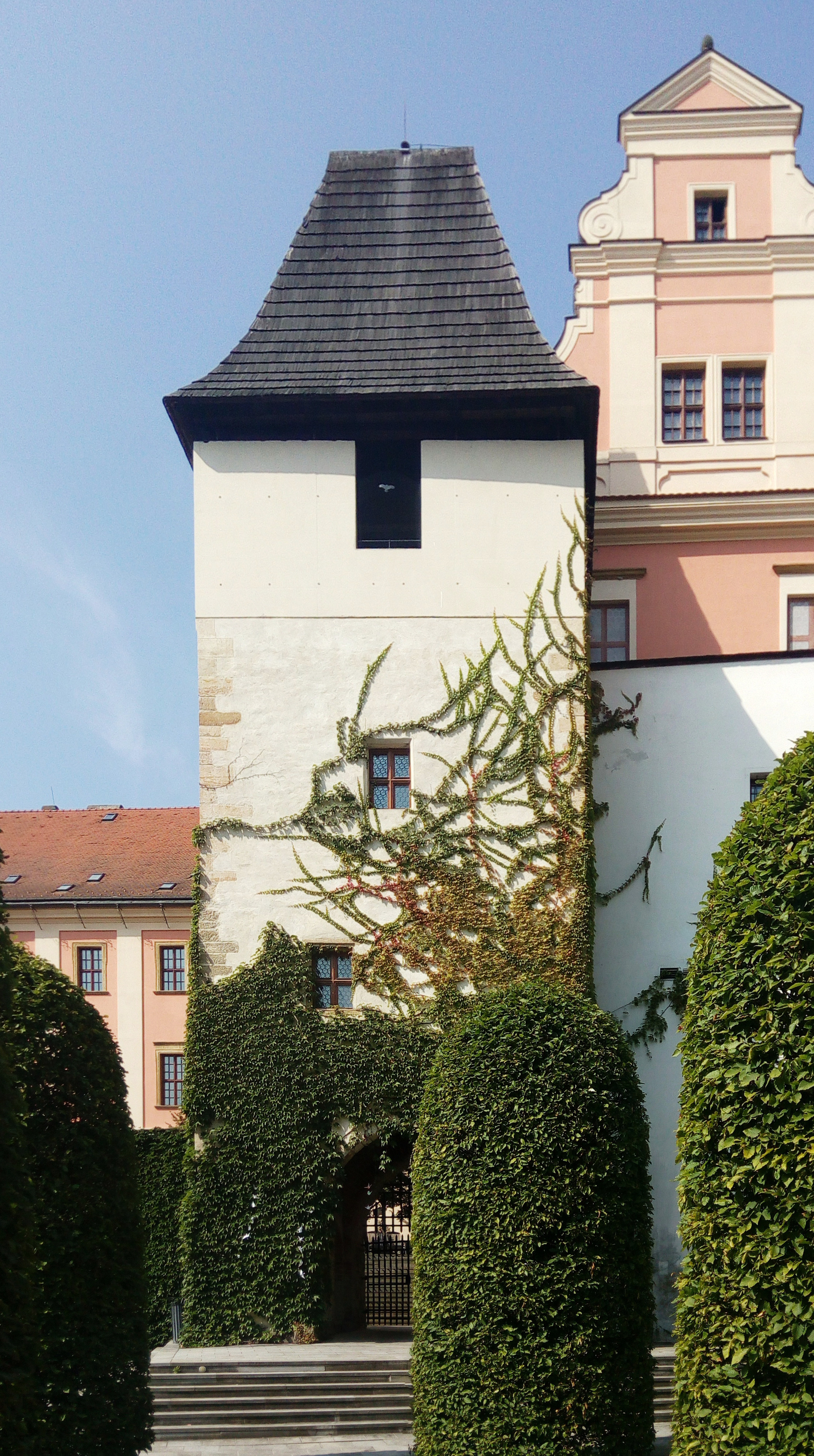
Judentor der Festung Olmütz

Prag war das jüdische Zentrum in Böhmen. Erst im 13. Jahrhundert entstanden durch die Entwicklung der Städte Voraussetzungen für eine weitere Ausbreitung von jüdischen Ansiedlungen in anderen Teilen Böhmens. Hier sind vor allem die Städte Teplice, Ústí nad Labem und Most als die wichtigsten Ansiedlungen nach Prag zu benennen.

### Zwischen fürstlichem Schutz und Verfolgungen

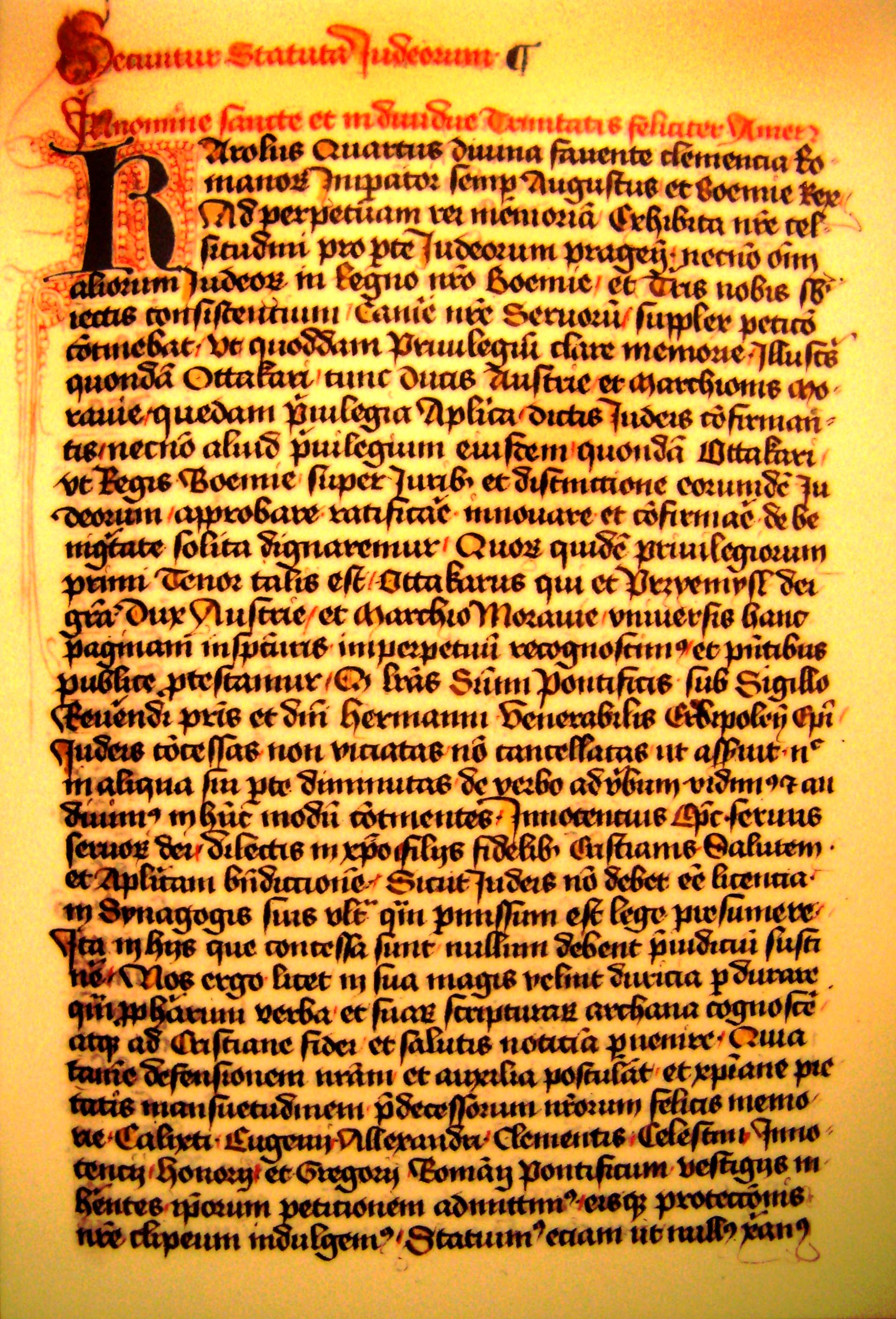
Statuta judaeorum aus dem 13. Jh.

In den Jahren 1174–78 wurde das erste belegbare Privileg von Soběslav II. erlassen. Das Privilegium Statuta judaeorum von Ottokar II. Přemysl (1253–1278) erkannte den Juden weitere Bürgerrechte zu. In diesem Privilegium wurde es Christen verboten, Juden zu schlagen oder gar zu morden. Weiters wurde auch das Zerstören von Gräbern und Synagogen geahndet. Solche Schutzbestimmungen ermöglichten eine jüdische Existenz. 1270 wurde die frühgotische Altneu-Synagoge erbaut, die seither das religiöse Zentrum der jüdischen Gemeinde in Prag ist.

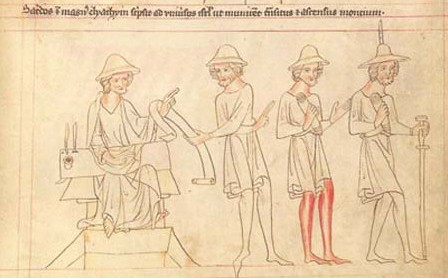
Darstellung von Israeliten mit Judenhut in der Velislaus-Bibel (14. Jh.)

Von 1310 bis 1346 begann für die Juden wieder eine Schreckensherrschaft unter König Johann von Böhmen. 1336 ließ er jüdische Einrichtungen plündern und Juden einsperren, die sich jedoch mit einem Lösegeld wieder freikaufen konnten. Erst unter Karl IV. (1316–1378) hatten die Juden wieder einen gewissen Schutz. Jedoch zwang die Kirche Karl IV. zu einer Anordnung, welche Juden in der Öffentlichkeit den hohen Judenhut tragen ließ.
1389 kam das Gerücht auf, dass ein Priester im Prager Ghetto ausgelacht und gesteinigt wurde. Dieses Gerücht mussten 3000 Juden mit ihrem Leben bezahlen. Es wurden auch jüdische Häuser zerstört und niedergebrannt.
Erst vier Jahre später erweiterte Wenzel IV. die Privilegien von Ottokar. König Wenzel IV. bestrafte auch die Übeltäter mit hohen Geldstrafen, welche wiederum zum Teil an die Geschädigten ging. 1410 bestätigte er durch eine Verordnung der jüdischen Gemeinde in der Prager Neustadt den jüdischen Friedhof. Allerdings behielt der König den größeren Teil der Geldstrafen und auch fast alle geraubten Gegenstände selbst.
Die Hussitenkriege brachten neuerliche Unsicherheit. Zwar lockerten sich einige Einschränkungen für Juden, sie waren jedoch auch weniger vor Vertreibung und Pogromen geschützt. 1421 siedelten sich aus Wien und Niederösterreich vertriebene Juden in Südmähren an.

## Frühe Neuzeit

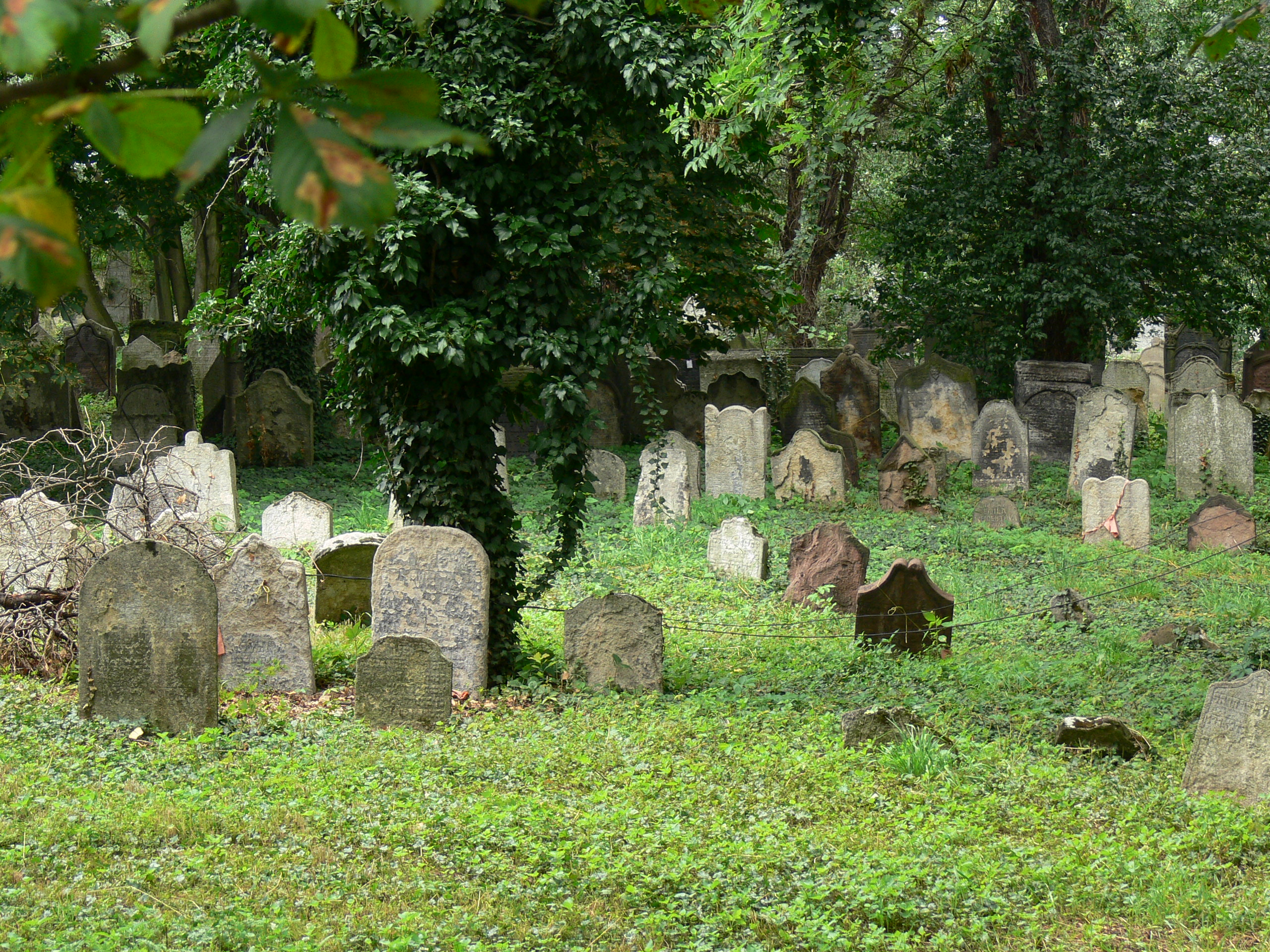
Der Alte Jüdische Friedhof in Kolín, 1418 gegründet

Unter der Regentschaft Georgs von Podiebrad (1458–71) und der Jagiellonen (1471–1526) kamen erneut antijüdische Gesetze auf. Danach fiel Böhmen an die Habsburger und die Juden blieben weiter rechtlos. 1543 kam es zu einer Massenflucht der Juden. Danach war Prag die einzige jüdische Gemeinde in Böhmen und dort wurden die Juden auf der linken Brustseite der Oberbekleidung mit gelbem Stoff gekennzeichnet.
Erst als Rudolf II. 1576 den Thron bestieg, wurde es im Prager Ghetto ruhiger. In dieser Zeitspanne trat auch Rabbi Löw in Prag in Erscheinung.
Es herrschte ein Konflikt zwischen den christlichen Konfessionen. Rudolf II. sicherte den nichtkatholischen Ständen 1609 Religionsfreiheit zu. 1618 kam es zum Prager Fenstersturz. Dies war der Beginn des Aufstandes böhmischer Protestanten gegen die katholischen Habsburger und gilt als Auslöser des Dreißigjährigen Krieges. 1620 kam es zur Schlacht am Weißen Berg, wo die böhmischen Stände als Verlierer hervorgingen. Kurz darauf kam es zur Plünderung des Prager Ghettos. Karl von Liechtenstein wurde neuer Statthalter und 1627 brachten die Habsburger eine neue Verfassung heraus. Durch die Rebellion verlor das tschechische Volk sämtliche Rechte und Freiheiten. Den Juden wurden unter Statthalter Karl von Liechtenstein mehr Rechte zugesprochen. Zwischen 1623 und 1627 durften sie sich Häuser außerhalb des Ghettos kaufen und er erweiterte ihre Handelsfreiheit. Zehn Jahre später stiegen jedoch die Steuern und durch die hohen Forderungen, eine Pestepidemie, sowie verschiedene Kämpfe verarmten fast alle jüdischen Gemeinden.
Das Prager Ghetto litt schwer unter dem Artilleriebeschuss durch die schwedischen Belagerer Prags im Jahr 1648, wodurch zahlreiche Häuser beschädigt wurden und etliche Menschen ums Leben kamen. Die jüdische Bevölkerung beteiligte sich stark an der Verteidigung der Stadt. Neben Wachdiensten, darunter der Stellung der Brandwache, leistete sie große Abgaben an Steuern und Naturalien, die fast ihr gesamtes Vermögen aufzehrte. Die Juden lieferten unter anderem Getreide und organisierten Nachschub an Pulver und Waffen. Als Anerkennung wurde der jüdischen Gemeinde von Kaiser Ferdinand III. das Führen eines eigenen Wappens in Form eines Davidsterns mit schwedischem Hut zugestanden. Die Gemeinde feierte den Westfälischen Frieden Ende 1648 mit Freudenfeuern und einem feierlichen Umzug. Wenige Monate später kam es im April 1649 allerdings zu einer erneuten Seuchenepidemie in der Stadt. Zu diesem Zeitpunkt lebten kaum noch mehr als 2000 Menschen im Prager Ghetto.

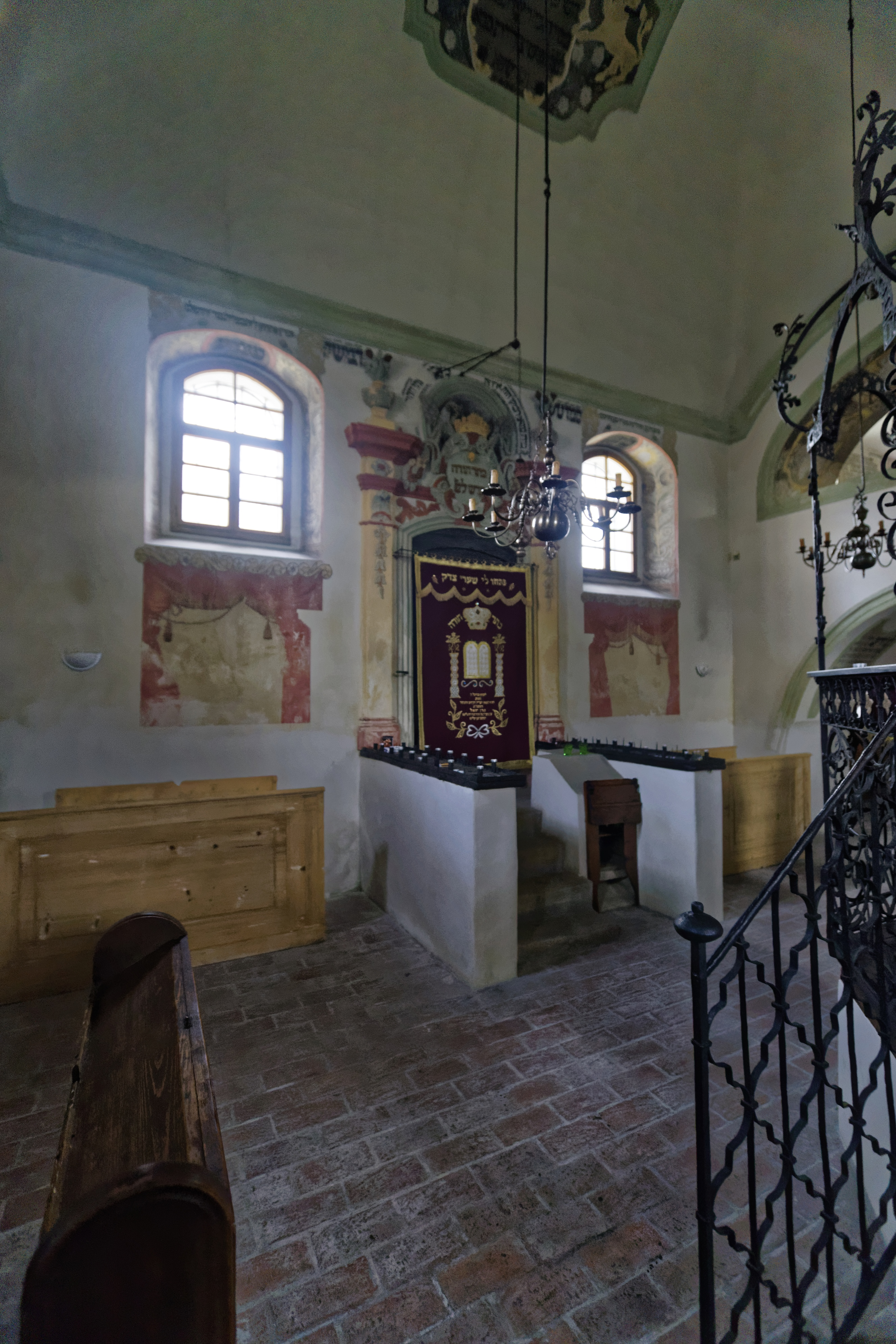
Interieur der Šach-Synagoge in Holešov

Von 1670 bis 1708 stieg die jüdische Bevölkerung wieder an. Grund dafür war die Vertreibung der Juden aus Wien und Ungarn.
Dessen ungeachtet verlor die jüdische Gemeinde in Prag 3500 Juden durch eine weitere Pestepidemie und 1689 gab es in der Altstadt einen Brand, der sich auf das Ghetto ausbreitete. Es wurden 318 Häuser und 11 Synagogen zerstört. Sechs Synagogen konnten durch die Unterstützung ausländischer Juden wieder errichtet werden.
Prag wuchs Ende des 17. Jahrhunderts zu einer der wichtigsten Judengemeinden der damaligen Zeit. 1726 wurden die Juden erneut durch die Familiantengesetze Karls VI. unterdrückt, indem man die jüdische Bevölkerungszahl und ihren Wohnort regelte. Deshalb flohen viele Juden wieder nach Westungarn und Polen.
Als 1744 der Zweite Schlesische Krieg ausbrach, wurden die Juden beschuldigt, das preußische Heer bei der Besetzung Prags zu unterstützen. Nachdem die Besetzung am 16. November 1744 ihr Ende gefunden hatte, wurde kurz darauf das Ghetto der Stadt überfallen. Am 18. Dezember ließ Maria Theresia (1717–1780) alle Juden aus Prag (bis Januar 1745) und Böhmen (bis Juni) ausweisen. 1745 vertrieb sie auch die Juden aus dem eroberten Teil Schlesiens. Diese Vertreibung war ein wirtschaftlicher Rückschlag, und deshalb gewährte die Kaiserin 1748 den Juden einen befristeten Aufenthalt von zehn Jahren in Böhmen. Zusätzlich mussten die ins zerstörte Prager Ghetto zurückkehrenden Juden eine jährliche Steuer bezahlen. Wegen dieser enorm hohen Steuern und eines erneuten Großbrandes in Prag verschuldete sich die jüdische Gemeinde.

## Aufklärung

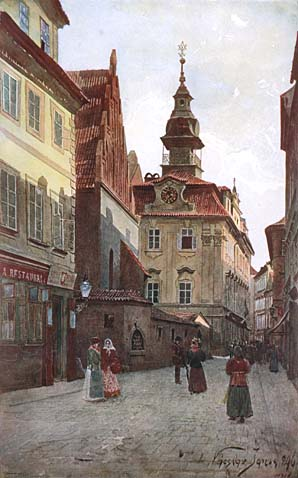
Altneu-Synagoge und Jüdisches Rathaus in Prag, Gemälde von Václav Jansa

Durch das 1782 erlassene „Toleranzpatent“ von Kaiser Joseph II. (1741–1790) stand auch den Juden eine gewisse Religionsfreiheit zu. Das Zeitalter der Aufklärung brachte zudem viele Veränderungen im Handel, der Produktionsformen und der alten sozialen bzw. gesellschaftlichen Strukturen mit sich. Die daraus resultierenden Vorteile waren auch für die jüdische Bevölkerung spürbar. Durch die ablehnende Haltung der Habsburger gegenüber den Juden wurden diese allerdings gezwungen, bürgerliche Namen anzunehmen. Außerdem wurden die von Maria Theresia veranlassten Sondersteuern von ihrem Sohn, Joseph II., keineswegs aufgehoben.
Das Zentrum des geistigen jüdischen Lebens in Böhmen befand sich in Prag. Hier lebten zahlreiche Gelehrte und weitere Persönlichkeiten, darunter Herz Homberg (1749–1841) und Peter Beer (1758–1839). Sie waren auch Vertreter der jüdischen Aufklärung, der so genannten Haskala. 1812 veröffentlichte Homberg das Buch „Bne Zion. Religiös-Moralisches Lehrbuch für die Jugend israelitischer Nation“. Dieses Buch bildete die Grundlage für die Prüfung aller jüdischen Heiratskandidaten. Moses Israel Landau (1788–1852) besaß eine Druckerei und arbeitete auch als Lexikograf und Verleger. Durch seine Druckerei wurde Prag zum Zentrum der jüdischen Aufklärungsliteratur.

## Jüdische Emanzipation und Industrialisierung

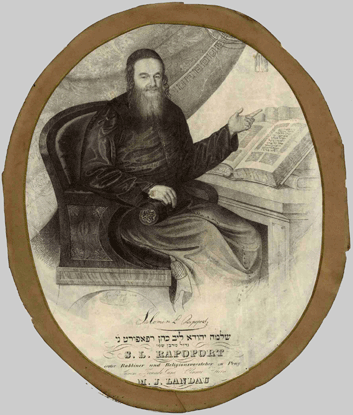
Der Prager Oberrabbiner Salomo Juda Rapoport (1841)

Die Lebenssituation verbesserte sich für die Juden zu Beginn des 19. Jahrhunderts erheblich. Es waren aber nicht alle Juden mit der Gleichstellung zufrieden. Als man die Mauern des Prager Ghettos einriss, wurden von armen Juden Drahtverhaue aufgestellt. Denn die Mauern boten den Juden im Ghetto Schutz und gab ihnen das Gefühl der Zusammengehörigkeit, als sie erniedrigt und ausgestoßen wurden.
Das Revolutionsjahr 1848 war für das Judentum ein wichtiges Ereignis, da die Proklamation des Österreichischen Grundgesetzes auch eine Gleichberechtigung der Juden vorsah (→ §31 Pillersdorfsche Verfassung). Es gab dennoch Auseinandersetzungen, wo sich manche gegen die Gleichberechtigung aussprachen. Es war die tschechische Seite, welche die jüdische Emanzipation nicht akzeptierte. Denn unter den Juden waren viele wohlhabende, deutschsprachige Kaufleute, die sich zum Habsburgerreich bekannten. Der Arzt und Schriftsteller Siegfried Kapper (1820–1879) sprach sich für die böhmischen Juden aus. Er bemühte sich nicht nur für geistige Freiheit, sondern um die volle Gleichberechtigung der Juden, welche aber erst nach seinem Tod eintrat. Trotzdem wurde schon 1849 der Zwangsaufenthalt im Ghetto aufgehoben und 1850 wurde der jüdische Stadtteil unter dem Namen Josefstadt (Josefov) Prag als fünfter Stadtteil angegliedert. Ab 1900 war der größte Teil des ehemaligen Ghettos verschwunden und 1913 sah man keinen Unterschied mehr zur restlichen Stadt, da fast alle Gebäude umgebaut oder renoviert wurden.
Prag wurde ab 1871 zum Zentrum für Schriftsteller und Künstler in Böhmen. Es gab neben Prag noch andere böhmische und mährische Städte, in denen sich ein reges Kulturleben entwickelte, an dem auch viele Juden beteiligt waren. Brünn, Olmütz, Leitmeritz, Lobositz, Budweis, Karlsbad, Marienbad, und andere Städte waren für ihre Kaffeehäuser, Theater und Musikbühnen bekannt. Teplitz-Schönau nimmt eine Sonderstellung ein, da viele Schauspieler am Stadttheater Teplitz spielten, bevor sie auf den großen Bühnen in Prag, Wien oder Berlin standen. Teplitz entwickelte sich auch als gesellschaftlicher Mittelpunkt der Juden Nordböhmens. Die Zeitung Selbstwehr wurde 1907 gegründet. Die zweitgrößte und lange Zeit auch bedeutendste war jedoch die Jüdische Gemeinde Kolín.

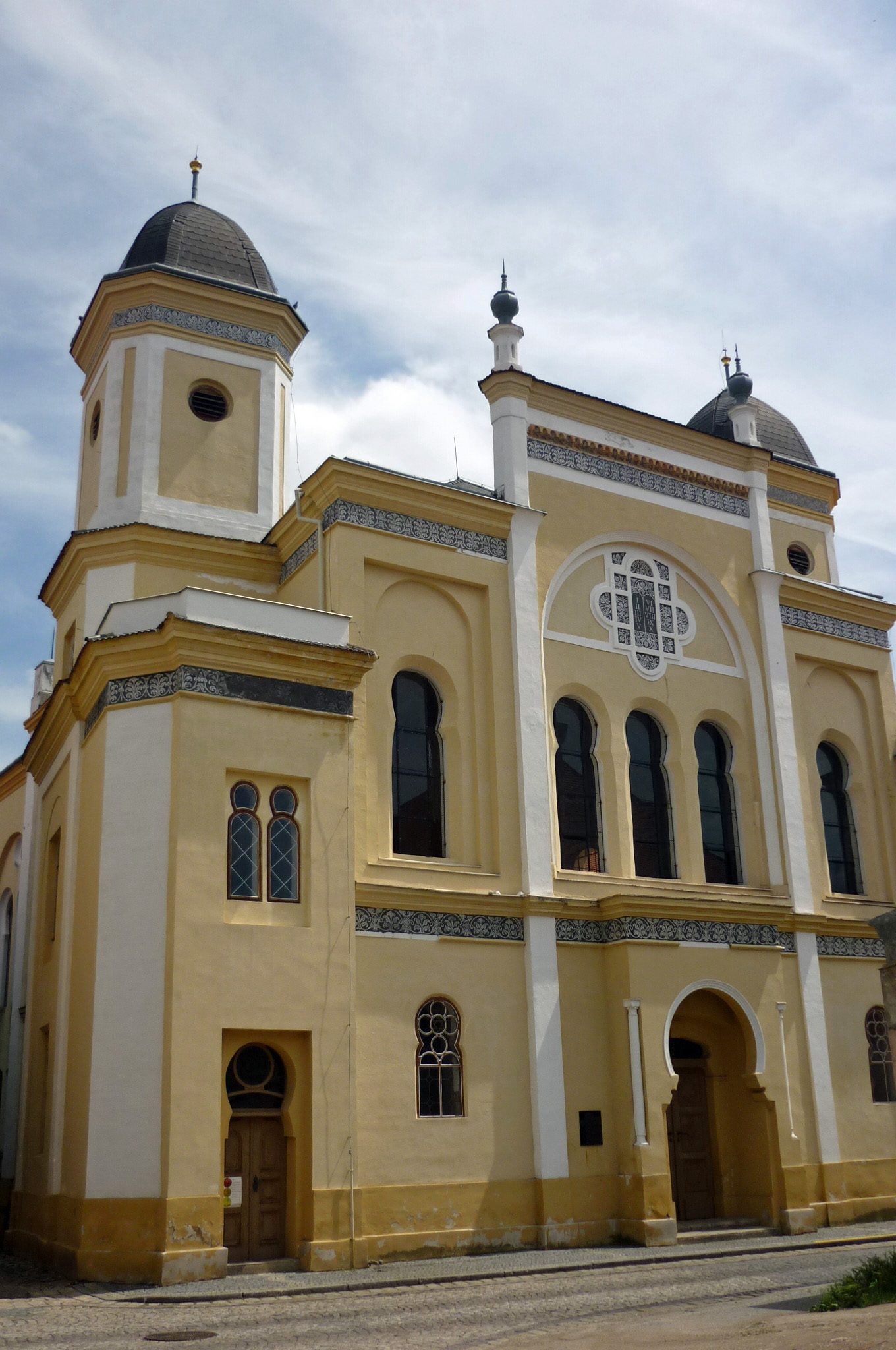
Synagoge in Žatec

Volkszählungen für Böhmen und Mähren ergaben für die Jahre 1846 bis 1880 einen jüdischen Bevölkerungsanteil von 1,6–1,8 Prozent in Böhmen und von 1,9–2,2 Prozent in Mähren. Im selben Zeitraum sank der Anteil der böhmischen und mährischen Juden an der Gesamtzahl der jüdischen Bevölkerung der Monarchie von 24,5 auf 13,7 Prozent. Dies ist auf starkes jüdisches Bevölkerungswachstum in den anderen Kronländern Galizien und Bukowina sowie auf die starke jüdische Migration aus allen Teilen der Monarchie nach Wien und Umgebung zurückzuführen, wo der Anteil am Gesamt-Judentum der Monarchie von 0,9 Prozent (1846) auf 9,4 Prozent (1880) stieg.
Die Emanzipation des Judentums wurde sehr rasch vom Antisemitismus überschattet. In Prag arbeitete der Antisemit August Rohling. Er wurde vor allem durch seine Hetzschrift Der Talmudjude bekannt. Er versuchte theologisch gegen die „jüdische Rasse“ vorzugehen, in dem er aus dem Zusammenhang gerissene Talmud-Zitate negativ interpretierte. Die Wirkung dieser Schrift war so enorm, dass selbst noch Julius Streicher in seiner Wochenzeitung Der Stürmer auf Rohlings Argumente zurückgriff. Unterstützt wurde Rohling auch von den österreichischen Reichstagsabgeordneten und Antisemiten Georg von Schönerer und Karl Lueger.
Zu erwähnen ist ebenfalls das antisemitische Gerichtsverfahren gegen Leopold Hilsner, der „Fall Hilsner“.

## 20. Jahrhundert

### Zwischenkriegszeit

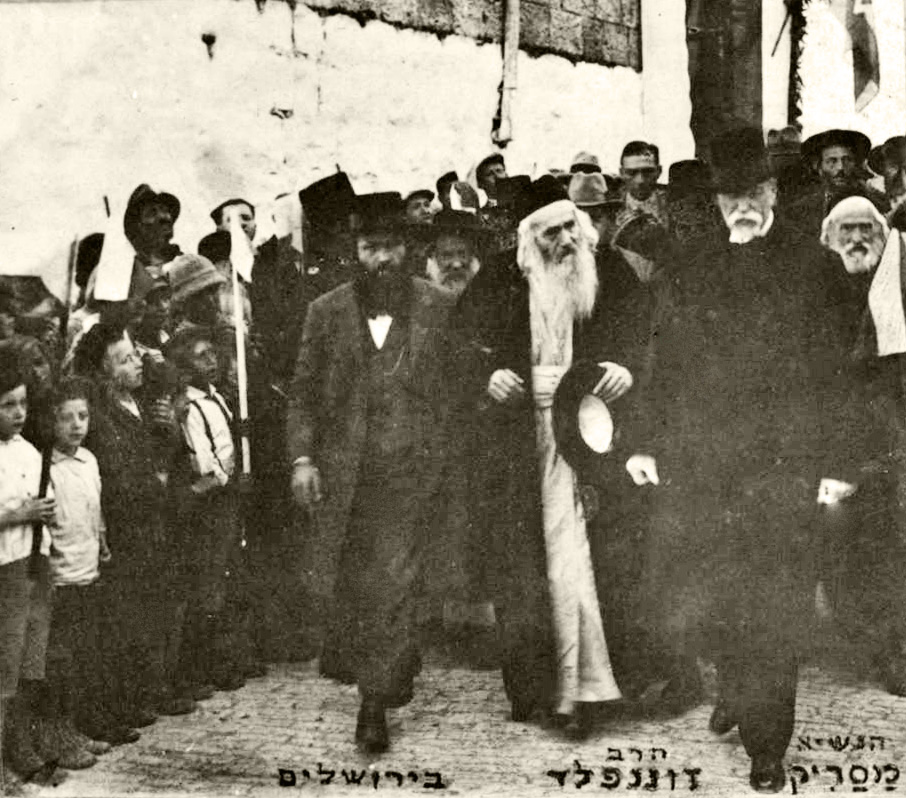
Präsident Tomáš Garrigue Masaryk (rechts) auf Besuch bei Großrabbiner Joseph Chaim Sonnenfeld in Jerusalem (1927)

1918 wurde die demokratische Tschechoslowakei gegründet. In der Zeit nach dem Krieg, vor der Konsolidierung des neuen Staats, kam es auch zu antisemitischen Ausschreitungen. Während antideutscher Unruhen 1920 in Prag wurde das Jüdische Rathaus gestürmt und das Inventar stark beschädigt. Anders als in vielen Nachbarländern war der Antisemitismus in der Tschechoslowakei bis 1938 nur eine Randerscheinung. Das hing mit der Autorität des Staatspräsidenten Tomáš Garrigue Masaryk, dem Status als Siegermacht und der positiven wirtschaftlichen Entwicklung zusammen.
Die Republik war zwar als tschechoslowakischer Nationalstaat definiert, de facto erbte sie jedoch den Charakter eines Vielvölkerstaats. Bei der Volkszählung 1921 konnte neben der Religion erstmals in Europa auch die Zugehörigkeit zur jüdischen Nationalität angegeben werden. In den böhmischen Ländern machten von diesem Recht nur rund 30 Prozent der jüdischen Bevölkerung Gebrauch. Die Mehrheit war assimiliert und bekannte sich als Tschechen beziehungsweise Deutsche, während in den östlichen Landesteilen, der Slowakei und Karpatenukraine, großteils orthodoxe Juden lebten. Es formierten sich mehrere dezidiert jüdische und zionistische Parteien. Die Jüdische Partei (Židovská strana) konnte bei den Parlamentswahlen 1929 und 1935 je zwei Mandate erringen. Daneben waren viele tschechische und deutsche Juden in anderen Parteien aktiv.

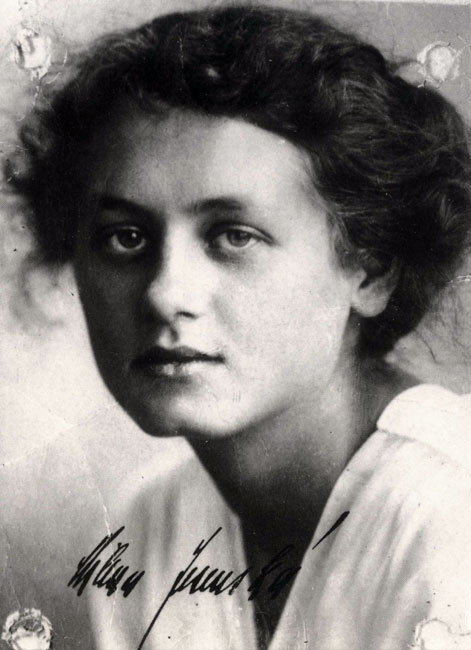
Milena Jesenská, Journalistin und Widerstandskämpferin

Prag erhielt 1920 die erste jüdische Schule, in der Franz Kafkas Schwester Valli Pollak als eine der ersten Lehrerinnen unterrichtete. 1922 wurde der Historiker Samuel Steinherz zum Rektor der Deutschen Universität in Prag gewählt und hatte dieses Amt bis 1928 inne.
Ab der Machtergreifung der Nationalsozialisten in Deutschland flüchteten zahlreiche Regimegegner und Juden über die tschechoslowakische Grenze. Die Anfangs wohlwollende Aufnahme wurde zunehmend, insbesondere bei jüdischen Flüchtlingen, restriktiver. Die Tschechoslowakei war selbst durch das Deutsche Reich bedroht, wie andere europäische Länder wollte sie nur Transitland sein. Nach der erzwungenen Abtretung der Grenzgebiete durch das Münchner Abkommen flüchteten neben vielen Tschechen auch 17.000 deutsche und tschechische Juden ins Landesinnere. Die Novemberpogrome trafen auch ehemals tschechoslowakische Städte wie Reichenberg, Karlsbad oder Opava.
Die äußere Bedrohung führte zu einer Abkehr der tschechischen Politiker von demokratischen Werten und sie formierten sich zur autoritären Partei der nationalen Einheit. In den wenigen Monaten vor dem Einmarsch der Wehrmacht kam es zum Wiedererstarken antisemitischer Ressentiments und, befördert durch diplomatischen Druck von deutscher Seite, zu antijüdischen Maßnahmen der Regierung.

### Holocaust

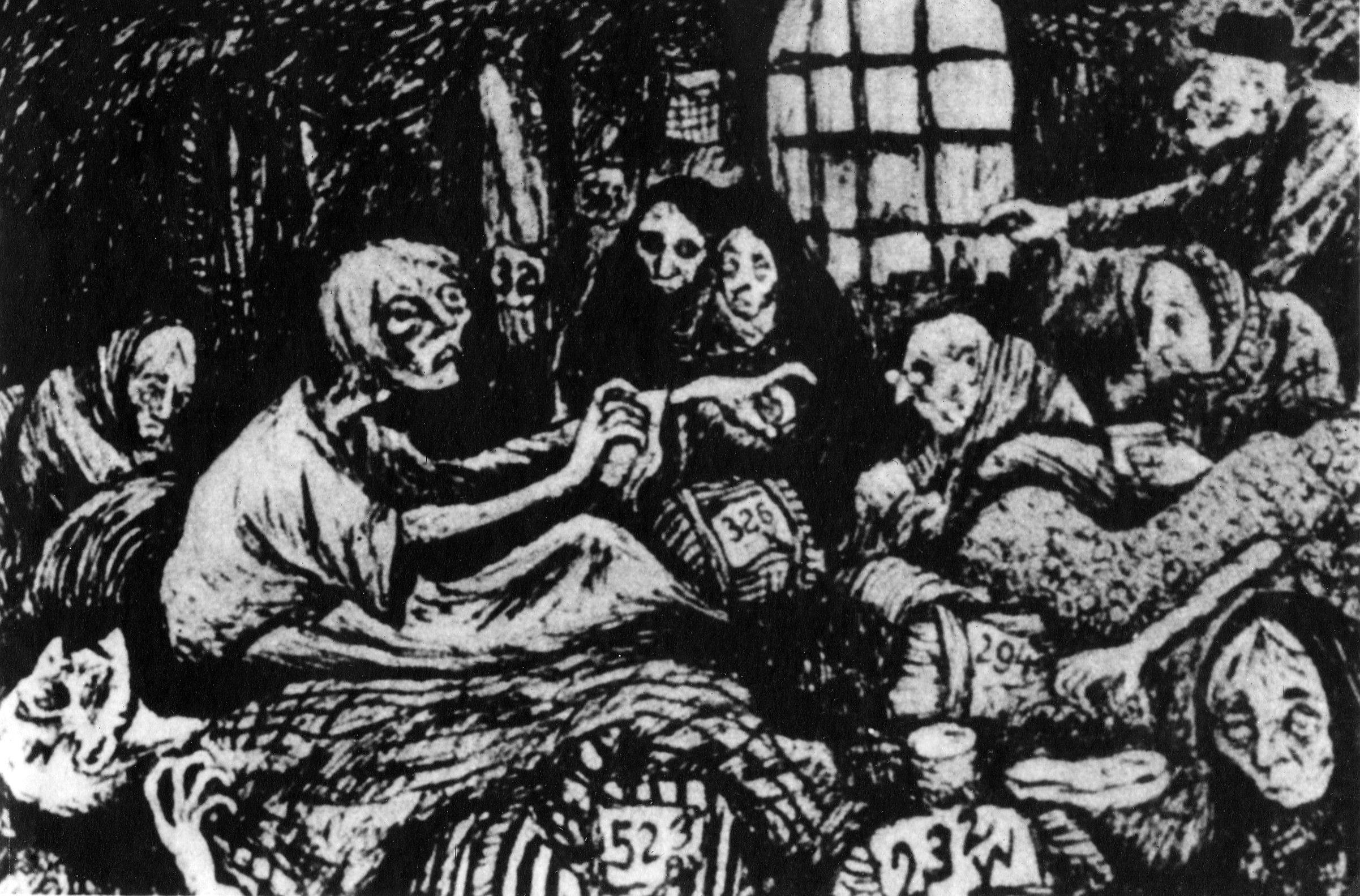
Deportation, Zeichnung von Bedřich Fritta aus dem Ghetto Theresienstadt

Nach der Zerschlagung und Besetzung der Tschechoslowakei durch die deutsche Wehrmacht am 15. März 1939 verkündete Adolf Hitler tags darauf die Errichtung des „Reichsprotektorats Böhmen und Mähren“. Sogleich wurde die Zentralstelle für jüdische Auswanderung in Prag geschaffen und fast die gesamte jüdische Bevölkerung des Protektorats im KZ Theresienstadt interniert und von dort zumeist weiter in das Vernichtungslager KZ Auschwitz deportiert. Zahlreiche Synagogen wurden zerstört.

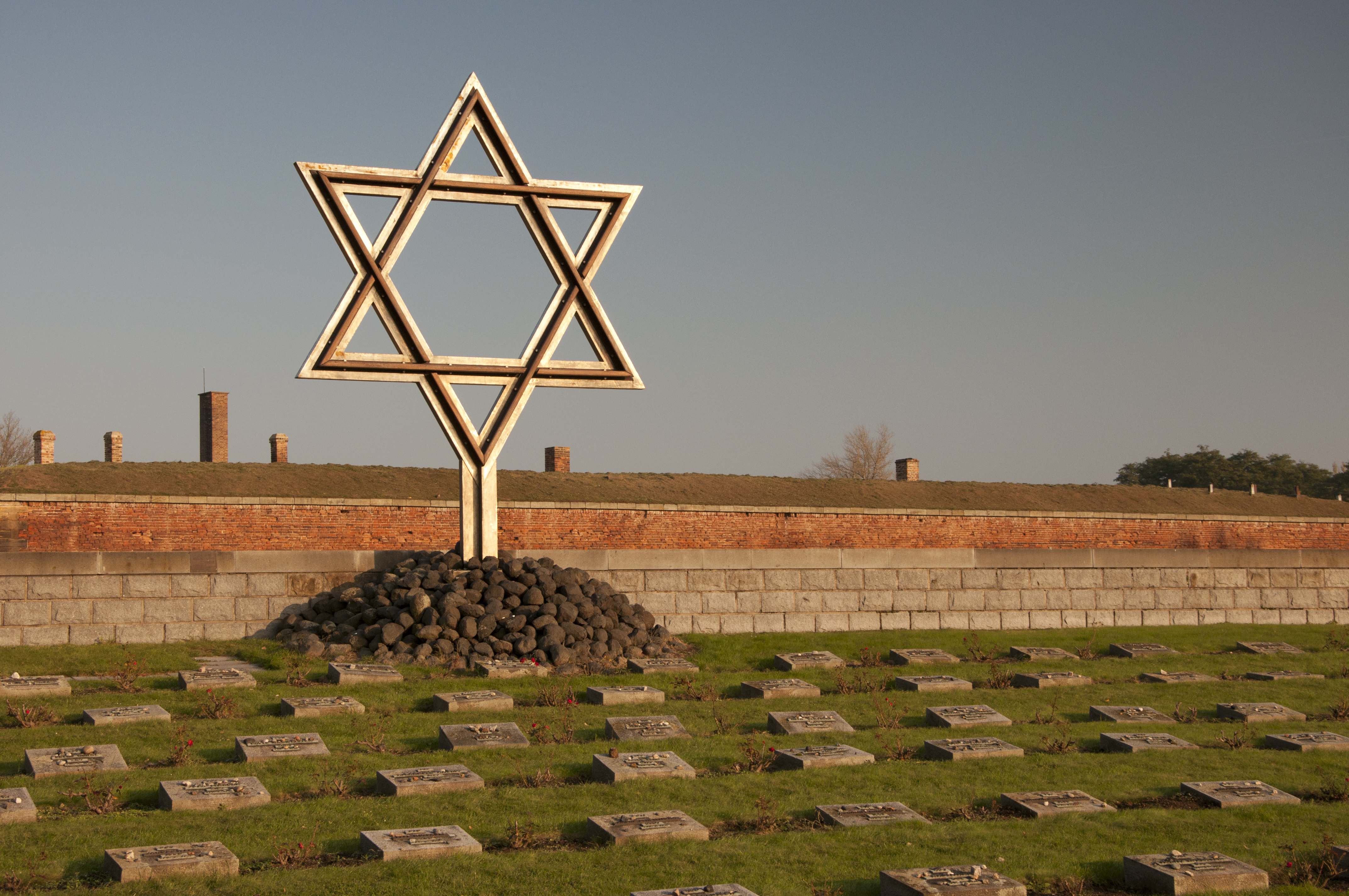
Friedhof der Opfer des Nationalsozialismus in Theresienstadt

Von etwa 82.000 aus dem Protektorat deportierten Juden überlebten nur rund 11.200. Einzelne, wie Milena Jesenská, hatten versucht, ihre jüdischen Mitbürger vor Verfolgung und Ermordung zu retten. Mehr als 100 Tschechen wurden dafür später von der Gedenkstätte Yad Vashem mit dem Titel Gerechte unter den Völkern ausgezeichnet.

### Nachkriegszeit und Kommunismus
In der Nachkriegszeit war man den zurückkehrenden Juden teilweise sogar feindlich gesinnt. Den Juden wurden bei Ausreiseanträgen und bei der Rückerstattung ihres Besitzes bürokratische Hindernisse in den Weg gestellt, um ihnen ihren Besitz nicht zurückgeben zu müssen. Zwischen 1945 und 1950 wanderten 24.000 Juden nach Israel und Übersee aus.
Im Jahre 1952 wurde der Stellvertretende Ministerpräsident Rudolf Slánský (KSČ) verhaftet und des Hochverrats angeklagt. Grund für die Verhaftung dürfte Klement Gottwald sein, der in Slánský einen potentiellen Rivalen sah. Noch dazu gab es antisemitische Motive, da sich unter den 14 Angeklagten im Slánský-Prozess elf Juden befanden. In diesem Prozess wurde Slánský mit zehn Mitangeklagten zum Tode verurteilt und gehängt. 1963 wurde er juristisch rehabilitiert, 1968 auch von der Partei.
Nach einer kurzen Periode der Lockerung in der Zeit des Prager Frühlings übte die Staatssicherheit erneut Druck auf die jüdische Bevölkerung aus, der sie zur Ausreise bewegen sollte. Nach den schrecklichen Erfahrungen mit dem Nationalsozialismus und dem Kommunismus haben viele Juden ihre Religion abgelegt – sie sind entweder konvertiert oder leben atheistisch.

## Gegenwart

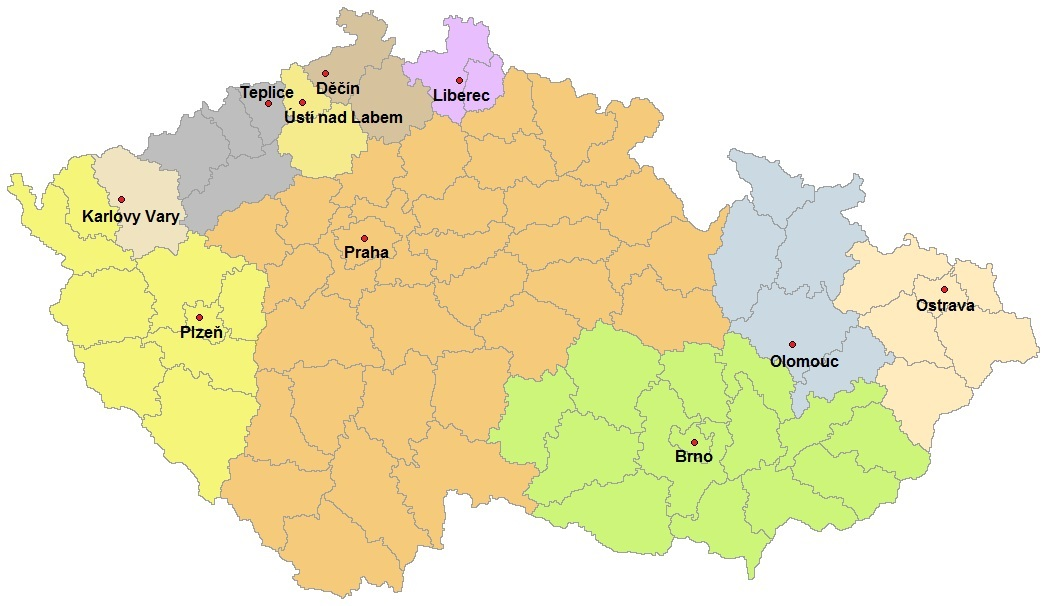
Die jüdischen Gemeinden in Tschechien und ihr Wirkungsbereich

Die Änderung der Gesellschaftsordnung im Zuge der Samtenen Revolution ermöglichte wieder die freie Religionsausübung und brachte positive Impulse für das jüdische kulturelle Leben und für die Erforschung und Aufarbeitung der jüdischen Geschichte des Landes.
Heute leben ungefähr 3900 Juden in Tschechien. Es gibt derzeit zehn selbstständige jüdische Gemeinden im Land, und zwar in Prag, Liberec, Děčín, Ústí nad Labem, Teplice, Karlsbad, Pilsen, Brünn, Olmütz und Ostrava. Sie bilden die Föderation jüdischer Gemeinden. Sie gibt die Zeitschrift Roš Chodeš heraus. Ihre Jugendorganisation ist die Tschechische Union der jüdischen Jugend.
Zentrum für die Vermittlung jüdischer Geschichte und Kultur ist das Jüdische Museum in Prag. Es betreut unter anderem die zahlreichen jüdischen Denkmäler im Stadtteil Josefov, die heute ein Touristenmagnet sind. Das jüdische Viertel Třebíč ist UNESCO-Welterbe.